# تامي بلانشارد
تامي بلانشارد (بالإنجليزية: Tammy Blanchard)‏ هي مغنية وممثلة أمريكية، ولدت في 14 ديسمبر 1976 في الولايات المتحدة. من الجوائز التي نالتها جائزة المسرح العالمي سنة 2003.

## أعمال

### أفلام
- (2002) سرقة هارفارد
- (2006) الراعي الصالح[7]
- (2011) كرة المال[8]
- (2013) ياسمين أزرق[9]
- (2014) في الغابة
- (2015) الدعوة

### مسلسلات
- ذا غود وايف
- قانون ونظام[10]

## جوائز
- جائزة المسرح العالمي (2003)

## وصلات خارجية
- تامي بلانشارد على موقع IMDb (الإنجليزية)
- تامي بلانشارد على موقع ألو سيني (الفرنسية)
- تامي بلانشارد على موقع تيرنر كلاسيك موفيز (الإنجليزية)
- تامي بلانشارد على موقع أول موفي (الإنجليزية)
- تامي بلانشارد على موقع قاعدة بيانات برودواي على الإنترنت (الإنجليزية)
- تامي بلانشارد على موقع قاعدة بيانات الأفلام السويدية (السويدية)
- تامي بلانشارد على موقع إن إن دي بي (الإنجليزية)
- تامي بلانشارد على موقع ديسكوغز (الإنجليزية)
- تامي بلانشارد على موقع قاعدة بيانات الفيلم (الإنجليزية)
- تامي بلانشارد على موقع كينوبويسك (الروسية)